# Calau
Calau (lužičkosrpski Kalawa) je gradić na jugu njemačke savezne države Brandenburga. Smješten je 14 km južno od Lübbenaua i 27 km zapadno od Cottbusa.

## Promet
Kroz Calau ne prolazi autocesta. 
Calau se nalazi na željezničkoj pruzi Cottbus - Leipzig i Lübbenau - Senftenberg.

## Obrazovanje

### Škole
- Osnovna škola Calau, pod nazivom Carl-Anwandter-Grundschule od 2008.
- Srednja škola, pod nazivom Robert-Schlesier-Schule od 2007.
- Srednja školu, pod nazivom Carl-Anwandter-Gymnasium Calau Calau (zatvorena od 2008.)

## Gradovi prijatelji
- Viersen, Njemačka
- Valdivia, Čile

## Vanjske poveznice
- Službene stranice
- O Carl-Anwandter-Gymnasium